# Chrysocetus
Chrysocetus (від грецького chrysous, «золотий», і ketos, «кит», у зв'язку з золотими кістками типового зразка) — рід вимерлих ранніх китів, відомих за скам'янілими рештками періоду пізнього еоцену східного США та Західної Африки.

## Опис
Chrysocetus схожий на Zygorhiza, за винятком того, що на ньому відсутні зубчики на поясі верхніх премолярів, характерних для Zygorhiza. Премоляри Chrysocetus мають більш гладку емаль, ніж інші дорудонтини, і більш гнучкі, ніж у Dorudon.

## Таксономія
Типовий вид, Chrysocetus healyorum, заснований на одному субдорослому екземплярі з пізнього середнього або раннього пізнього еоцену округу Оринджбург, Південна Кароліна.
Другий вид, Chrysocetus fouadassii, відомий з відкладень бартонського віку в Західній Сахарі.